# 伊集院インターチェンジ
伊集院インターチェンジ（いじゅういんインターチェンジ）は、鹿児島県日置市伊集院町下谷口にある南九州西回り自動車道（鹿児島道路）のインターチェンジである。
日置市街のほか南さつま市の最寄りインターチェンジである。

## 道路
- E3A 南九州西回り自動車道（鹿児島道路）

## 接続する道路

### 直接接続
- 鹿児島県道206号徳重横井鹿児島線

### 間接接続
- 鹿児島県道24号鹿児島東市来線

## 沿革
- 1998年（平成10年）3月26日 : 伊集院IC - 鹿児島西IC間開通に伴い供用開始[1]。
- 2002年（平成14年）4月6日 : 市来IC - 伊集院IC間開通。

## 料金所
鹿児島方面は松元IC/TBで、薩摩川内方面は美山本線TBでそれぞれ通行料金の徴収を行うため伊集院ICに料金所はない。

## 入口分岐標識
左方向
- 鹿児島

右方向
- 川内

## 周辺
- 日置市役所
- 徳重神社
- 城山公園
- 南九州カントリークラブ
- 鹿児島城西高等学校
- 吹上浜

## 隣
E3A 南九州西回り自動車道（鹿児島道路）
（21）市来IC - （22）美山IC/PA - 美山本線TB - （23）伊集院IC - （24）松元IC